# Salonta
Salonta é uma cidade da Romênia com 20.006 habitantes, localizada no județ (distrito) de Bihor.